# Football au Kazakhstan
 (mars 2022).

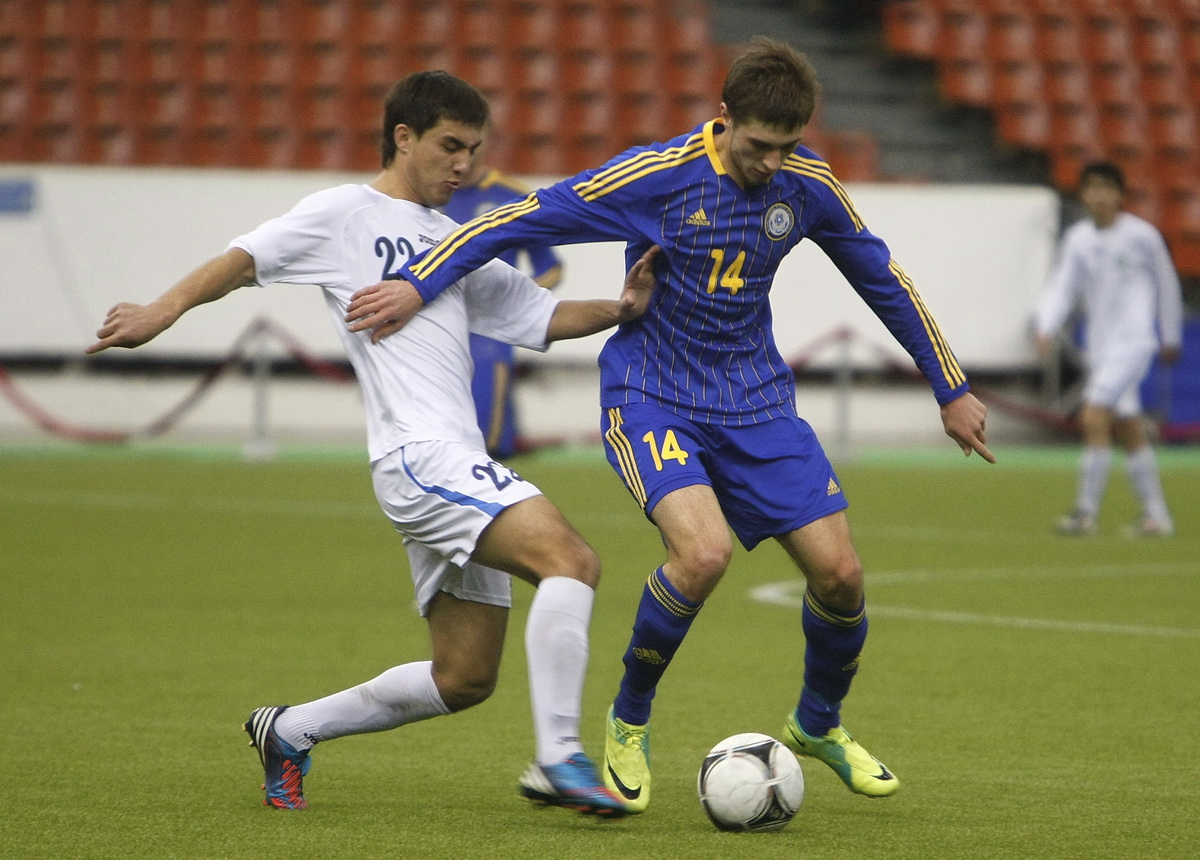
Match amical organiser par l'association de football du Khazakhstan entre 2 équipes kazakhstanaises

Le football au Kazakhstan est géré par la fédération kazakhe de football et fait partie des sports les plus populaires du pays, avec le hockey sur glace.

## Histoire
Comme souvent, ce sont des Britanniques qui importent ce sport dans le pays, au début du XXe siècle. Le Kazakhstan est alors une composante de l'Empire de Russie. Des clubs sont progressivement créés qui évoluent dans les divisions inférieures du championnat soviétique et une équipe nationale apparaît en 1928. 
Après la Seconde Guerre mondiale, une ligue locale est fondée en 1946 et une coupe nationale en 1948. Une fédération locale de football est créée en 1959, dépendante du football soviétique. En 1960, le FC Kairat Almaty devient le premier club kazakh à évoluer en première division soviétique, atteignant les demi-finales de la Coupe d'Union soviétique de football en 1963. En revanche, peu de joueurs kazakhs ont évolué au sein de la sélection soviétique, à l'exception de Seilda Baishakov ou de Evgeny Yarovenko, qui fait partie de l'équipe gagnante du tournoi olympique de football de 1988. 
Avec la chute de l'URSS, une fédération kazakhe de football indépendante apparaît en 1992 et devient membre de la FIFA en 1994 puis de la Confédération asiatique de football, avant de rejoindre l'UEFA en 2002, devenant donc une équipe européenne au sens footballistique. L'ambition portée par cette adhésion est alors d'élever le niveau du football national, en affrontant les équipes européennes, plus chevronnées. 
La Première Ligue kazakhe est le premier échelon du football de club et comprend quatorze équipes au statut professionnel. Le FK Astana est le principal club moderne du Kazakhstan, avec une participation à la Ligue des champions de football en 2015. 
Sa sélection masculine n'a jamais participé à une compétition internationale. En dépit de ces résultats modestes, le football occupe une place de premier plan dans le paysage sportif du Kazakhstan. Par ailleurs, le futsal est aussi largement pratiqué et la sélection nationale occupe les premiers rangs mondiaux.